# Halálos fegyver (televíziós sorozat)
A Halálos fegyver (eredeti cím: Lethal Weapon) amerikai televíziós filmvígjáték-drámasorozat, amely a Halálos fegyver című akciófilmen alapszik. A sorozatot 2016. május 10-én rendelték be, és 2016. szeptember 21-én debütált az amerikai Fox. 2016. október 18-án a Fox további öt részt rendelt be a sorozat első évadához.

## Cselekmény
Martin Riggs texasi nyomozó a felesége tragikus halála miatt betegesen veti bele magát a legveszélyesebb helyzetekbe. A veterán nyomozó, Roger Murtaugh lesz a társa, aki éppen túl van egy súlyos szívinfarktuson, és ezért minden igyekezetével azon van, hogy izgalmaktól mentes, nyugodt életet éljen. Ám Martin Riggs mellett ez korántsem egyszerű feladat.

## Szereplők

### Főszereplők
| Szereplő                | Színész             | Magyar hang    |
| ----------------------- | ------------------- | -------------- |
| Roger Murtaugh          | Damon Wayans        | Kálid Artúr    |
| Martin Riggs            | Clayne Crawford     | Varga Gábor    |
| Wesley Cole             | Seann William Scott | Gáspár András  |
| Dr. Maureen Cahill      | Jordana Brewster    | Huszárik Kata  |
| Trish Murtaugh          | Keesha Sharp        | Zakariás Éva   |
| Brooks Avery százados   | Kevin Rahm          | Széles Tamás   |
| Scorsese                | Johnathan Fernandez | Szabó Máté     |
| Riana Murtaugh          | Chandler Kinney     | Lamboni Anna   |
| Roger "RJ" Murtaugh Jr. | Dante Brown         | Boldog Gábor   |
| Sonya Bailey nyomozó    | Michelle Mitchenor  | Németh Borbála |

### Mellékszereplők
| Szereplő                      | Színész        | Magyar hang       |
| ----------------------------- | -------------- | ----------------- |
| Miranda Riggs                 | Floriana Lima  | Sallai Nóra       |
| Alejandro "Alex" Cruz nyomozó | Richard Cabral | Karácsonyi Zoltán |
| Ronnie Delgado                | Tony Plana     | Imre István       |

## Epizódok
| Évad | Évad | Részek száma | Részek száma | Eredeti sugárzás     | Eredeti sugárzás  | Eredeti adó | Magyar sugárzás   | Magyar sugárzás  | Magyar adó |
| Évad | Évad | Részek száma | Részek száma | Évadbemutató         | Évadzáró          | Eredeti adó | Évadbemutató      | Évadzáró         | Magyar adó |
| ---- | ---- | ------------ | ------------ | -------------------- | ----------------- | ----------- | ----------------- | ---------------- | ---------- |
|      | 1.   | 18           | 18           | 2016. szeptember 21. | 2017. március 15. | Fox         | 2017. január 6.   | 2017. május 25.  | RTL Klub   |
|      | 2.   | 22           | 22           | 2017. szeptember 26. | 2018. május 8.    | Fox         | 2018. február 13. | 2018. július 6.  | RTL Klub   |
|      | 3.   | 15           | 15           | 2018. szeptember 25. | 2019. február 26. | Fox         | 2019. január 2.   | 2019. április 3. | RTL Klub   |